# Новосельское (Костромская область)
Новосельское — деревня в Красносельском районе Костромской области. Входит в состав Шолоховского сельского поселения.

## География
Находится в юго-западной части Костромской области на расстоянии приблизительно 6 км на север-северо-запад по прямой от районного центра поселка Красное-на-Волге.

## История
В 1872 году здесь было учтено 40 дворов, в 1907 году отмечено было 78 дворов.

## Население
Постоянное население составляло 324 человека (1872 год), 360 (1897), 463 (1907), 61 в 2002 году (русские 90 %), 116 в 2022.